# Kim Winter
Kim Winter (geboren 1973 in Wiesbaden) ist eine deutsche Schriftstellerin.

## Leben
Nach einer Ausbildung als Sozialarbeiterin arbeitete Winter im Pflegekinderdienst und in einem Waldkindergarten, bis sie beschloss, sich dem Schreiben zu widmen. 2011 erschien mit Sternenschimmer der erste Band einer Trilogie mit romantischer Science-Fiction für Mädchen. Außerdem schrieb Winter zwei Bücher mit Romanfassungen zur RTL-Fernsehserie Schulmädchen.
Winter lebt zusammen mit ihrer Familie im Taunus.

## Bibliografie
Schulmädchen (Buchreihe zur Fernsehserie Schulmädchen)
- 1 Zickenalarm. Mit Illustrationen von Uwe Heinelt. Panini-Verlag, Stuttgart 2005, ISBN 978-3-8332-1256-7.
- 2 Girlpower. Mit Illustrationen von Uwe Heinelt und Rainer Engel. Panini-Verlag, Stuttgart 2005, ISBN 978-3-8332-1257-4.

Sternen-Trilogie (Science-Fiction für Jugendliche)
- Sternenschimmer. Planet Girl, Stuttgart & Wien 2011, ISBN 978-3-522-50278-8.
- Sternensturm. Planet Girl, Stuttgart & Wien 2012, ISBN 978-3-522-50309-9.
- Sternenstaub. Planet Girl, Stuttgart & Wien 2013, ISBN  978-3-522-50380-8.